# Маркиньос (футболист, 2003)
Ма́ркус Вини́сиус Оливе́йра Аленка́р (порт.-браз. Marcus Vinicius Oliveira Alencar; род. 7 апреля 2003, Сан-Паулу) — бразильский футболист, нападающий клуба «Крузейро».

## Футбольная карьера
Маркиньос — воспитанник футбольного клуба «Сан-Паулу». Во взрослой команде находится с сезона 2021 года. 11 июля 2021 года дебютировал в Серии А в поединке против клуба «Баия», выйдя на замену на 78-й минуте встречи вместо Витора Буэно. 14 июля Маркиньос впервые появился на поле в поединке против аргентинского «Расинга» 1/8 финала Кубка Либертадорес, заменив всё того же Витора Буэно уже на 76-й минуте встречи.
Также Маркус выступал за сборные Бразилии среди юношей до 16 лет и до 17 лет. Принимал участие в Чемпионате Южной Америки 2019 года среди юношей до 17 лет. На турнире провёл три встречи, во всех выходил на замену. Вместе с командой не смог выйти из группы.
13 июня 2022 года лондонский «Арсенал» подписал Маркиньоса.
8 сентября 2022 года дебютировал в составе лондонского «Арсенала», в рамках матча Лиги Европы Европы против «Цюриха» и отметился голом и голевой передачей.
31 января 2023 года Маркиньос на правах аренды до конца сезона стал игроком «Норвич Сити». 25 февраля в матче против «Кардифф Сити» он дебютировал в составе «канареек».
15 марта в матче против «Хаддерсфилд Таун» он получил красную карточку за удар локтем Джоша Раффлза. Однако, в дисциплинарной комиссии «Норвич Сити» обжаловал удаление и трёхматчевая дисквалификация была отменена.
12 августа 2023 года, французский клуб «Нант» арендовал футболиста до конца сезона, в сделке возможна опция выкупа. 13 августа в первом матче сезона против «Тулузы» он дебютировал в составе клуба, выйдя на замену вместо Мохамеда Мостафа.

## Достижения
«Сан Паулу»
- Победитель Лиги Паулиста — 2021

## Статистика выступлений
| Клуб               | Сезон              | Лига               | Лига  | Лига | Лига штата | Лига штата | Кубки | Кубки | Междунар. | Междунар. | Всего | Всего |
| Клуб               | Сезон              | Лига               | Матчи | Голы | Матчи      | Голы       | Матчи | Голы  | Матчи     | Голы      | Матчи | Голы  |
| ------------------ | ------------------ | ------------------ | ----- | ---- | ---------- | ---------- | ----- | ----- | --------- | --------- | ----- | ----- |
| Сан-Паулу          | 2021               | Серия А            | 21    | 0    | 0          | 0          | 1     | 0     | 2         | 1         | 24    | 1     |
| Сан-Паулу          | 2022               | Серия А            | 1     | 0    | 11         | 2          | 3     | 0     | 3         | 1         | 18    | 3     |
| Всего за Сан-Паулу | Всего за Сан-Паулу | Всего за Сан-Паулу | 22    | 0    | 11         | 2          | 4     | 0     | 5         | 2         | 42    | 4     |
| Арсенал (Лондон)   | 2022/23            | Премьер-лига       | 1     | 0    | —          | —          | 1     | 0     | 3         | 1         | 5     | 1     |
| Всего за Арсенал   | Всего за Арсенал   | Всего за Арсенал   | 1     | 0    | —          | —          | 1     | 0     | 3         | 1         | 5     | 1     |
| Всего за карьеру   | Всего за карьеру   | Всего за карьеру   | 23    | 0    | 11         | 2          | 5     | 0     | 8         | 3         | 47    | 5     |